# Gary Lineker
Gary Winston Lineker, OBE (* 30. November 1960 in Leicester) ist ein ehemaliger englischer Fußballspieler. Er galt in den 1980er Jahren als bester englischer Stürmer und ist mit zehn Treffern Rekordtorschütze der englischen Nationalmannschaft bei Weltmeisterschaften. Auf Vereinsebene spielte er unter anderem für Leicester City, den FC Everton, den FC Barcelona und Tottenham Hotspur. Während seiner 16 Jahre dauernden Profikarriere erhielt er weder eine gelbe noch eine rote Karte.
Heute arbeitet Lineker als Fußballkommentator für die BBC, BT Sport und Al Jazeera Sports. In Deutschland ist er vor allem bekannt für sein oft zitiertes Bonmot zum Fußball, das übersetzt mit den Worten endet: „… und am Ende gewinnen immer die Deutschen“.

## Jugend
Gary Winston Lineker stammt aus Leicester, einer Stadt in den East Midlands, und ist der Sohn des Gemüsehändlers Barry Lineker († 2017) mit dessen Ehefrau. Als Kind war Lineker ein begeisterter Straßenfußballer, der viel mit seinem jüngeren Bruder Wayne (* 1962) spielte. Später spielte er für die Jugendmannschaften des Aylestone Park FC und gehörte parallel auch der Cricket-Mannschaft seiner Schule an. Nach dem Schulabschluss wurde der 16-jährige Lineker in die Nachwuchsabteilung von Leicester City aufgenommen.

## Vereinskarriere
Nach zwei Jahren in der Jugendabteilung schaffte Lineker zur Saison 1978/79 den Sprung in den Profikader. Leicester City spielte damals in der zweiten Liga (Second Division), in der Lineker seine ersten fußballerischen Schritte machte. In den folgenden drei Jahren kam er über den Status eines Ergänzungsspielers nicht hinaus. Nach einem Jahr in der First Division (1980/81) stieg Lineker mit Leicester City wieder ab, doch er schaffte nun den großen Durchbruch mit 17 Saisontoren. In der Folgesaison entwickelte er sich zum Publikumsliebling an der Filbert Street und schoss seinen Verein 1983 mit 26 Toren zurück in die höchste Spielklasse. Dort erzielte er weiterhin Tore und war daran beteiligt, die Mannschaft in der Liga zu etablieren. 1984/85 traf Lineker 24-mal und wurde gemeinsam mit Kerry Dixon Torschützenkönig.
Für rund 800.000 Pfund Ablöse verließ Lineker im Sommer 1985 Leicester und wechselte zum damaligen Meister FC Everton. Dort wurde er mit 30 Toren erneut Torschützenkönig. Everton konnte den Titel dennoch nicht verteidigen und wurde hinter dem Lokalrivalen FC Liverpool Vizemeister. Auch im Finale des FA Cups musste man sich den „Reds“ geschlagen geben.
Nach diesem Jahr mit Everton und seinen Leistungen bei der Weltmeisterschaft 1986 in Mexiko verpflichtete der spanische Verein FC Barcelona Lineker für rund 2,8 Millionen Pfund Ablöse. Die Katalanen wurden von Linekers Landsmann Terry Venables trainiert, der um die Qualitäten des wendigen Stürmers wusste. Lineker erzielte in seiner ersten Saison 20 Tore, darunter ein Hattrick beim 3:2-Sieg über den Erzrivalen Real Madrid. Mit Barça gewann er 1988 die Copa del Rey (spanischer Pokal) und 1989 den Europapokal der Pokalsieger. Als Johan Cruyff 1988 Trainer wurde, wurde Lineker auf der für ihn ungewohnten rechten Außenbahn eingesetzt und verlor später seinen Stammplatz. Nach drei Jahren im Camp Nou kehrte er 1989 nach England zurück.
Bei Tottenham Hotspur, wo er erneut unter Venables spielte, erhielt er einen Dreijahresvertrag. Bei den Nord-Londonern gelangte er wieder zu alter Stärke und wurde 1989/90 mit 24 Treffern Torschützenkönig; zudem gewann er seinen ersten englischen Titel: Mit den „Spurs“ besiegte er 1991 im Finale des FA Cups Nottingham Forest mit 2:1. In seiner letzten Saison 1991/92 retteten Linekers 28 Treffer Tottenham vor dem Abstieg. In seiner letzten Partie am 2. Mai 1992 erzielte er den Ehrentreffer bei der 1:3-Niederlage gegen Manchester United.
Im Sommer 1992 nahm Lineker ein finanziell lukratives Angebot aus Japan an und spielte noch zwei Jahre für Nagoya Grampus Eight. Seine Zeit in Asien war jedoch von Verletzungen gezeichnet, weshalb er lediglich 23 Partien absolvierte. Im Herbst 1994 beendete er seine Karriere mit 33 Jahren.
Lineker verkörperte einen typischen Strafraumstürmer, da er meist aus kurzer Distanz traf. Sein Spiel war nicht besonders spektakulär, jedoch zählte er aufgrund seines Torriechers und seiner Chancenverwertung zu den besten Stürmern Englands. Während seiner kompletten Profikarriere wurde er nie verwarnt oder gar vom Platz gestellt, weshalb er noch heute als Inbegriff des „Fair Play“ bezeichnet wird.

## Nationalmannschaft
1984 bestritt Lineker sein erstes Länderspiel für England in einer Partie gegen Schottland. Für die nächsten acht Jahre war Lineker ein wichtiger Bestandteil der Mannschaft.
1986 gehörte Lineker zum Aufgebot für die WM in Mexiko. Im Turnier verlor man gegen Portugal 0:1 und spielte gegen Marokko nur 0:0. Im Zentrum der Kritik stand Lineker, der von der Boulevardpresse als „Sportwagen im Leerlauf“ verhöhnt wurde. Erst in der entscheidenden Partie gegen Polen raffte sich England auf und Lineker führte sein Team mit einem lupenreinen Hattrick zum 3:0-Sieg, wodurch man sich für die K.-o.-Runde qualifizierte. Trainer Bobby Robson hatte Linekers Sturmpartner ausgetauscht und mit Peter Beardsley einen neuen Stürmer gebracht, der gut mit Lineker harmonierte. Beim 3:0-Sieg über Paraguay im Achtelfinale war Lineker mit zwei Treffern wiederum der Matchwinner seiner Elf. Im Viertelfinale unterlag England den starken Argentiniern um Diego Maradona mit 1:2 und schied aus. Maradona erzielte in diesem Spiel mit Hilfe seiner Hand einen irregulären Treffer (die berühmte „Hand Gottes“). Lineker hatte mit dem Ehrentreffer kurz vor Spielende sein sechstes Turniertor erzielt und wurde als erster Engländer WM-Torschützenkönig. Er wurde in das WM-All-Star-Team gewählt und belegte bei der Wahl zu Europas Fußballer des Jahres hinter Ihor Bjelanow den zweiten Rang.
1988 spielte England eine enttäuschende Europameisterschaft. Man verlor alle drei Vorrundenspiele, Lineker blieb ohne Torerfolg. Später stellte sich heraus, dass Lineker während des Turniers an Hepatitis erkrankt war.
Seine zweite Weltmeisterschaft spielte Lineker 1990 in Italien. In der Vorrunde erzielte er ein Tor gegen Irland (1:1), jedoch brach er sich eine Rippe und absolvierte den Rest des Turniers unter großen Schmerzen. Im Viertelfinale traf Lineker gegen Kamerun zweimal per Elfmeter. Sein Tor zum 3:2-Sieg n. V. in der 105. Minute besorgte den Einzug Englands ins WM-Halbfinale. Dort traf man auf den alten Rivalen Deutschland. Hier rettete sein Ausgleichstreffer zum 1:1 kurz vor Schluss die Engländer zunächst in die Verlängerung. Schließlich musste sich England im Elfmeterschießen geschlagen geben. Nach der Niederlage gegen Italien im Spiel um den dritten Platz hatte England seine beste Platzierung seit dem Titelgewinn 1966 errungen.
Sein letztes großes Turnier sollte die Europameisterschaft 1992 in Schweden sein. Doch die Engländer schieden ohne Sieg in der Gruppenphase aus. Sein letztes Spiel bestritt er hier am 17. Juni 1992 gegen Schweden, als er nach 65 Minuten ausgewechselt wurde. Lineker war sichtlich enttäuscht über seinen Abgang und würdigte Trainer Graham Taylor keines Blickes, als er zur Spielerbank schritt. Nach 80 Länderspielen und 48 Toren beendete er seine Karriere im Trikot der Nationalmannschaft. Er liegt auf der ewigen Rangliste der Torjäger der englischen Nationalmannschaft auf dem vierten Platz hinter Wayne Rooney und Harry Kane (beide 53 Tore) und Bobby Charlton (49 Tore).

## Erfolge
Persönliche Auszeichnungen
- Englands Fußballer des Jahres: 1986, 1992
- Europas Fußballer des Jahres: Zweiter 1986
- Englischer Torschützenkönig: 1985 (24 Tore), 1986 (30 Tore), 1990 (24 Tore)
- WM-Torschützenkönig 1986 (sechs Tore)
- FIFA-Fairplay-Preis: 1990 (15 Jahre ohne gelbe oder rote Karte)
- Seit 2003 Mitglied der English Football Hall of Fame
- 2004 wurde er von Pelé auf die Liste der 125 besten noch lebenden Fußballer gesetzt (FIFA 100).
- 2009 wählten die Fans von Leicester City ihn in einer Umfrage von Sky Sports zum besten Spieler der Clubgeschichte. Er erhielt 37 Prozent der Stimmen, mehr als doppelt so viele wie der zweitplatzierte Gordon Banks.

Titel
- Copa del Rey: 1988
- Europapokal der Pokalsieger: 1989
- WM-Vierter 1990
- FA Cup: 1991

## Saisonstatistik
| Verein               | Liga             | Saison          | Liga   | Liga | Nat. Pokal | Nat. Pokal | Ligapokal | Ligapokal | Europapokal | Europapokal | Gesamt | Gesamt |
| Verein               | Liga             | Saison          | Spiele | Tore | Spiele     | Tore       | Spiele    | Tore      | Spiele      | Tore        | Spiele | Tore   |
| -------------------- | ---------------- | --------------- | ------ | ---- | ---------- | ---------- | --------- | --------- | ----------- | ----------- | ------ | ------ |
| Leicester City       | Second Division  | 1978/79         | 7      | 1    | –          | –          | –         | –         | –           | –           | 7      | 1      |
| Leicester City       | Second Division  | 1979/80         | 19     | 3    | 1          | 0          | –         | –         | –           | –           | 20     | 3      |
| Leicester City       | First Division   | 1980/81         | 9      | 2    | 1          | 1          | –         | –         | –           | –           | 10     | 3      |
| Leicester City       | Second Division  | 1981/82         | 39     | 17   | 5          | 2          | 3         | 0         | –           | –           | 47     | 19     |
| Leicester City       | Second Division  | 1982/83         | 40     | 26   | 1          | 0          | 2         | 0         | –           | –           | 43     | 26     |
| Leicester City       | First Division   | 1983/84         | 39     | 22   | 1          | 0          | 1         | 0         | –           | –           | 41     | 22     |
| Leicester City       | First Division   | 1984/85         | 41     | 24   | 4          | 3          | 3         | 2         | –           | –           | 48     | 29     |
| Gesamt               | Gesamt           | Gesamt          | 194    | 95   | 13         | 6          | 9         | 2         | –           | –           | 216    | 103    |
| FC Everton           | First Division   | 1985/86         | 41     | 30   | 6          | 5          | 5         | 3         | –           | –           | 52     | 38     |
| Gesamt               | Gesamt           | Gesamt          | 41     | 30   | 6          | 5          | 5         | 3         | –           | –           | 52     | 38     |
| FC Barcelona         | Primera División | 1986/87         | 41     | 21   | 1          | 1          | –         | –         | 8           | 0           | 50     | 22     |
| FC Barcelona         | Primera División | 1987/88         | 36     | 16   | 5          | 2          | –         | –         | 8           | 2           | 49     | 20     |
| FC Barcelona         | Primera División | 1988/89         | 26     | 6    | 4          | 1          | –         | –         | 8           | 4           | 38     | 11     |
| Gesamt               | Gesamt           | Gesamt          | 103    | 43   | 10         | 4          | –         | –         | 24          | 6           | 137    | 53     |
| Tottenham Hotspur    | First Division   | 1989/90         | 38     | 24   | 1          | 0          | 6         | 2         | –           | –           | 45     | 26     |
| Tottenham Hotspur    | First Division   | 1990/91         | 32     | 15   | 6          | 3          | 5         | 1         | –           | –           | 43     | 19     |
| Tottenham Hotspur    | First Division   | 1991/92         | 35     | 28   | 2          | 0          | 5         | 5         | 8           | 2           | 50     | 35     |
| Gesamt               | Gesamt           | Gesamt          | 105    | 67   | 9          | 3          | 16        | 8         | 8           | 2           | 138    | 80     |
| Nagoya Grampus Eight | J. League        | 1993            | 7      | 1    | –          | –          | 5         | 4         | –           | –           | 12     | 5      |
| Nagoya Grampus Eight | J. League        | 1994            | 11     | 3    | –          | –          | 1         | 0         | –           | –           | 12     | 3      |
| Gesamt               | Gesamt           | Gesamt          | 18     | 4    | –          | –          | 6         | 4         | –           | –           | 24     | 8      |
| Karriere Gesamt      | Karriere Gesamt  | Karriere Gesamt | 461    | 239  | 38         | 18         | 36        | 17        | 32          | 8           | 567    | 282    |

## Fernsehkommentator
1994 begann Gary Lineker seine Karriere im Fernsehen, zunächst als Experte. 1999 wurde er Frontmann von Match of the Day bei der BBC. Zusammen mit Ex-Nationalstürmer Alan Shearer und Ex-FC-Liverpool-Spieler Alan Hansen fasst er in dieser Sendung den Spieltag der Premier League zusammen.
Bemerkenswert war die Moderation einer Sendung im April 2010. Die britische Insel war durch eine Aschewolke aus Island vom Flugverkehr abgeschnitten; Lineker weilte im Kurzurlaub auf Teneriffa. Durch einen 24-Stunden-Trip konnte er rechtzeitig zur Sendung erscheinen: Mit dem Flugzeug flog er nach Madrid, von dort aus fuhr er per Mietwagen nach Paris und stieg in den Eurostar-Schnellzug, um schließlich weniger als zwei Stunden vor Sendebeginn in London einzutreffen. Lineker analysierte in dieser Sendung also Spiele, die er zuvor gar nicht sehen konnte.
Lineker gehört zu den bestbezahlten britischen Fernsehstars und ist der höchstbezahlte bei der BBC. Für seine Match of the Day-Präsentation bekommt er 2 Millionen Pfund pro Jahr. Im Herbst 2014 gründete er mit seinem Sohn Harry (* 1994) die TV Produktionsfirma Goalhanger Films. Diese produziert Interviews und kurze Dokumentationen zu Sportlern.
Im März 2023 äußerte Lineker in einem Tweet, dass die Sprache, in der die konservative britische Regierung für ihre umstrittene Asylgesetzgebung werbe, derjenigen Deutschlands in den 1930er-Jahren nicht unähnlich sei. Daraufhin teilte die BBC mit, dass Lineker gegen Richtlinien verstoßen habe und er seine Moderatorentätigkeit ruhen lassen müsse, bis eine Einigung zur Nutzung sozialer Medien erfolgt sei. Diese Suspendierung löste breiten Protest aus. In der folgenden Sendung vom 11. und 12. März verweigerten zahlreiche Kollegen aus Solidarität die Mitarbeit. Um eventuellen Boykotts von Spielern bei den sonst üblichen Interviews zuvorzukommen, wurde zuvor bekannt gegeben, dass diese nicht durchgeführt würden. Die Sendung selbst fand ohne Studioprogramm und Kommentatoren statt. In die Kritik geriet insbesondere der der Regierungspartei nahestehende BBC-Vorsitzende Richard Sharp. Am 13. März erklärte die BBC, ihre Social-Media-Richtlinien überarbeiten zu wollen, und hob Linekers Suspendierung auf.
Im Mai 2025 teilte Lineker eine Instagram-Story zum Israel-Gaza-Konflikt des Accounts „Palestine Lobby“, auf dem ein Ratten-Emoji zu erkennen war. Diese Tiere wurden im Nationalsozialismus häufig als Symbole für Juden dargestellt. Lineker entschuldigte sich daraufhin und sprach von einem „Fehler“ und einem „Versehen“. Er kündigte an, als TV-Moderator bei der BBC nach dieser Saison zurückzutreten.

## Sonstiges
1987 bis 1989 wurden vor allem für den C64 verschiedene Gary-Lineker-Computerspiele veröffentlicht.
Einer seiner insgesamt vier Söhne, Tobias, wurde 2007 im Alter von erst 11 Jahren vom FC Chelsea verpflichtet.
Lineker ist ein überaus aktiver Benutzer des Kurznachrichtendienstes Twitter und hat dort über 8 Millionen Follower (Stand November 2021). Im Januar 2013 gab er bekannt, dass Twitter zu viel Raum in seinem Leben einnehme und er seinen Account ruhen lassen wolle. Nur wenige Tage später revidierte er seine Aussage und kehrte zu Twitter zurück.

## Soziales Engagement
Lineker engagiert sich als „Botschafter“ für Show Racism the Red Card.

## Zitat
Lineker ist für folgenden Ausspruch nach der Niederlage der englischen gegen die deutsche Mannschaft im Halbfinale der Fußball-Weltmeisterschaft 1990 in Turin am 4. Juli 1990 bekannt:

“Football is a simple game; 22 men chase a ball for 90 minutes and at the end, the Germans always win.”

„Fußball ist ein einfaches Spiel: 22 Männer jagen 90 Minuten lang einem Ball nach, und am Ende gewinnen immer die Deutschen.“